# كاربونارا آل تيسينو (بافيا)
كاربونارا آل تيسينو (بالإيطالية: Carbonara al Ticino)‏ هي بلدة تقع في مقاطعة بافيا بإقليم لومبارديا في شمال إيطاليا. تبلغ مساحة هذه المدينة 14.6 (كم²)، وترتفع عن سطح البحر 83 م، بلغ عدد سكانها 1489 نسمة في عام 2007 حسب إحصاء المعهد الوطني للإحصاء.

## السكان
في سنة 1861 بلغ عدد السكان 1٬290 نسمة، وتطور العدد ليصل في سنة 2011 لـ 1٬516 نسمة.
يظهر هذا المخطط البياني تطور النمو السكاني لـ كاربونارا آل تيسينو (بافيا)